# Rockville (Minnesota)
Rockville – miasto w Stanach Zjednoczonych, w stanie Minnesota, w hrabstwie Stearns.